# Каратинский сельсовет
Каратинский сельсовет — административно-территориальная единица и муниципальное образование со статусом сельского поселения в Ахвахском районе Дагестана Российской Федерации.
Административный центр — село Карата.

## Население
| 2002  | 2010  | 2012  | 2013  | 2014  | 2015  | 2016  |
| ----- | ----- | ----- | ----- | ----- | ----- | ----- |
| 4587  | ↘4320 | ↗4357 | ↗4436 | ↗4501 | ↗4613 | ↗4676 |
| 2017  | 2018  | 2019  | 2020  | 2021  | 2023  | 2024  |
| ↗4754 | ↗4786 | ↘4779 | ↗4835 | ↗5277 | ↗5325 | ↗5367 |
| 2025  |       |       |       |       |       |       |
| ↗5384 |       |       |       |       |       |       |

## Состав
| № | Населённый пункт | Тип населённого пункта       | Население |
| - | ---------------- | ---------------------------- | --------- |
| 1 | Карата           | село, административный центр | ↗5093     |
| 2 | Рачабулда        | село                         | ↗184      |